# Leonidas (azienda orologiera)
Leonidas è stata una casa orologiera svizzera, produttrice di orologi da polso e strumenti per la misurazione del tempo.

## Storia

### Fondazione
Leonidas fu fondata nel 1841 da Julien Bourquin a Saint-Imier, un piccolo comune del Canton Berna. Attorno al 1912 Leonidas viene ceduta a Constant Jeanneret-Droz, fuoriuscito da Excelsior Park nonché nipote del fondatore di quest'ultima casa orologiera, specializzata nella realizzazione di movimenti cronografici forniti anche a case terze, come ad esempio a Zenith tra gli anni Quaranta e Cinquanta del Novecento. Anche grazie a questa parentela, Leonidas acquisì in quegli anni il know-how necessario per affermarsi come prestigiosa maison in grado di proporre cronografi adatti agli usi più variegati.

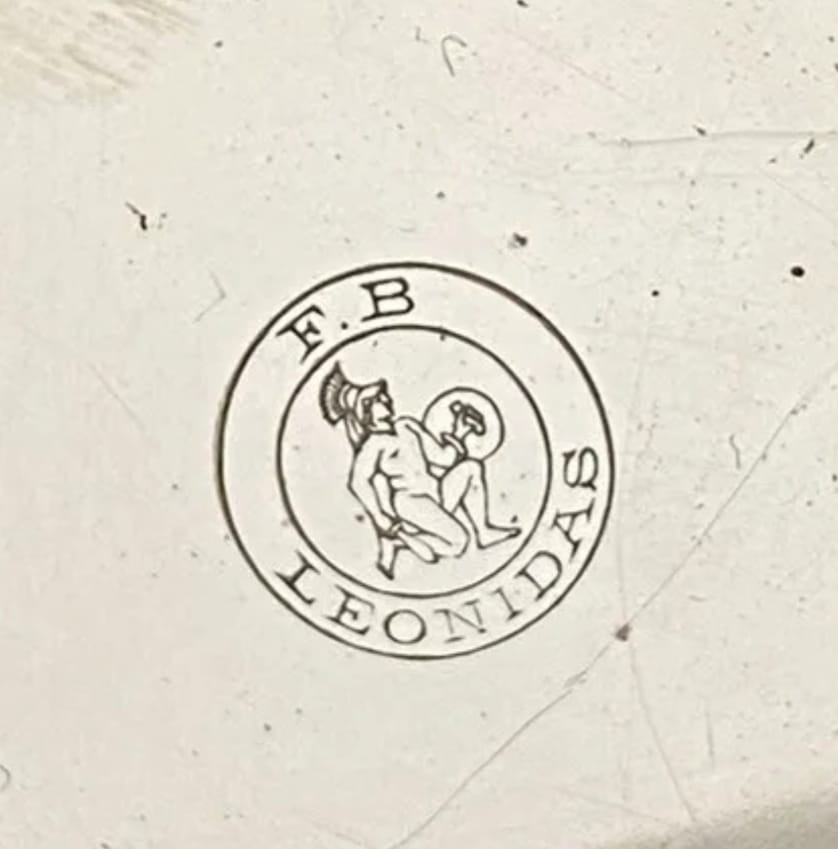
Fondello interno di un orologio da tasca, che raffigura un guerriero spartano

### Il legame con gli eserciti e la realizzazione di strumenti di bordo

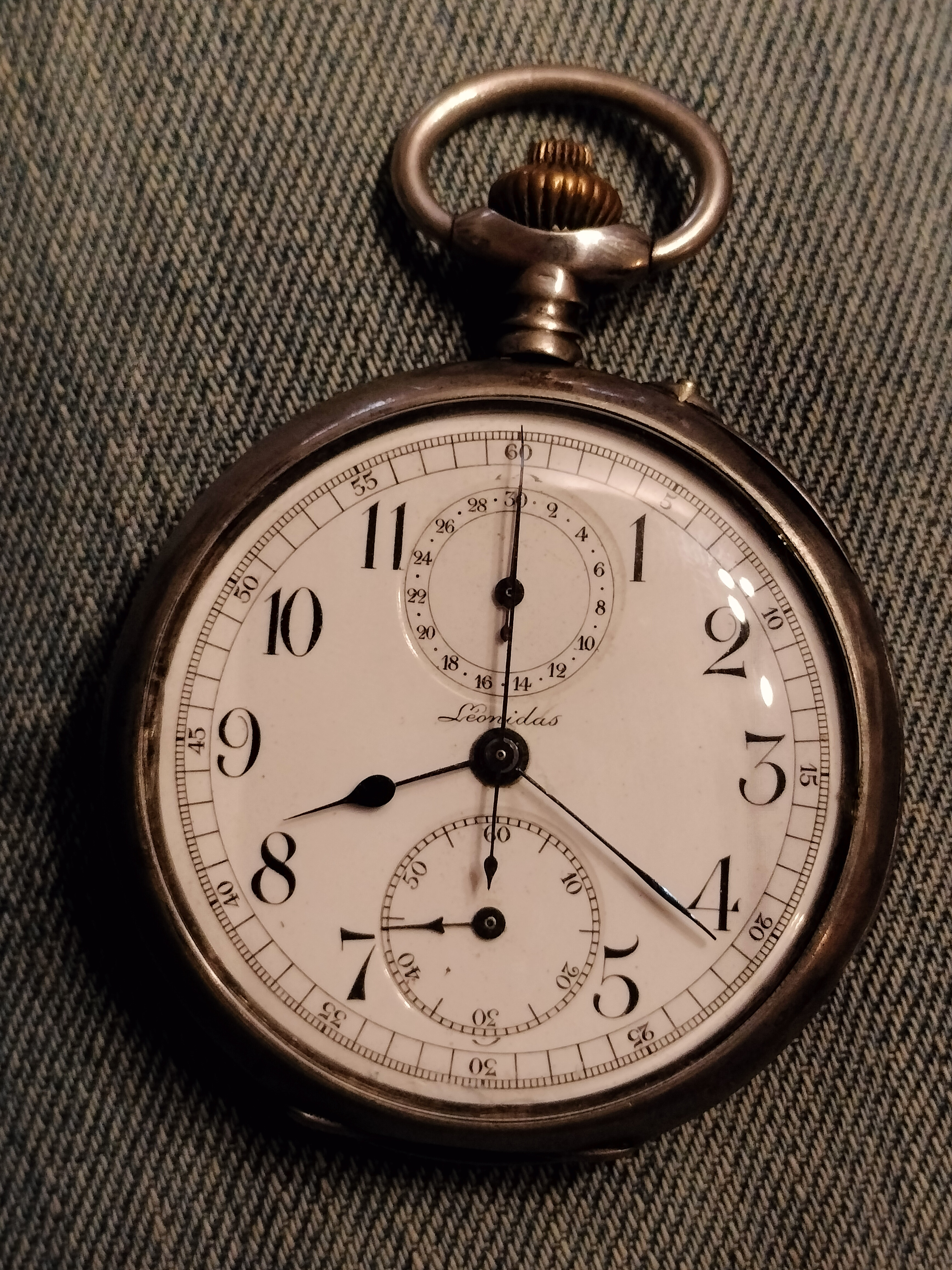
Leonidas crono da tasca, anni '20 - '30

Particolare rilevanza viene assunta da Leonidas nell'impiego bellico: da segnalare è la realizzazione di alcuni strumenti di bordo per velivoli militari, ma soprattutto il "Cronografo a ritorno", detto anche "Sganciabombe", degli anni '30 utile ai bombardieri per conoscere il tempo di caduta della bomba su un obiettivo, in base all'altitudine dell'aereo. Questo cronografo di dimensioni generose (ben oltre 50 mm di diametro) presenta una scala interna in ettometri utile a misurare la quota di volo. Si chiamava "a ritorno" perché il pulsante con corona a ore 3 consentiva al crono di marciare avanti o indietro. Non era invece in grado di svolgere la funzione di segnatempo. Questo orologio è stato adottato dalla Luftwaffe e dalla Regia Aeronautica Italiana, e venne prodotto anche da altre aziende quali Zenith, LIP, Breitling e Minerva (oggi acquistata da Montblanc), tutte maison che hanno legato il loro nome al mondo dell'aviazione.

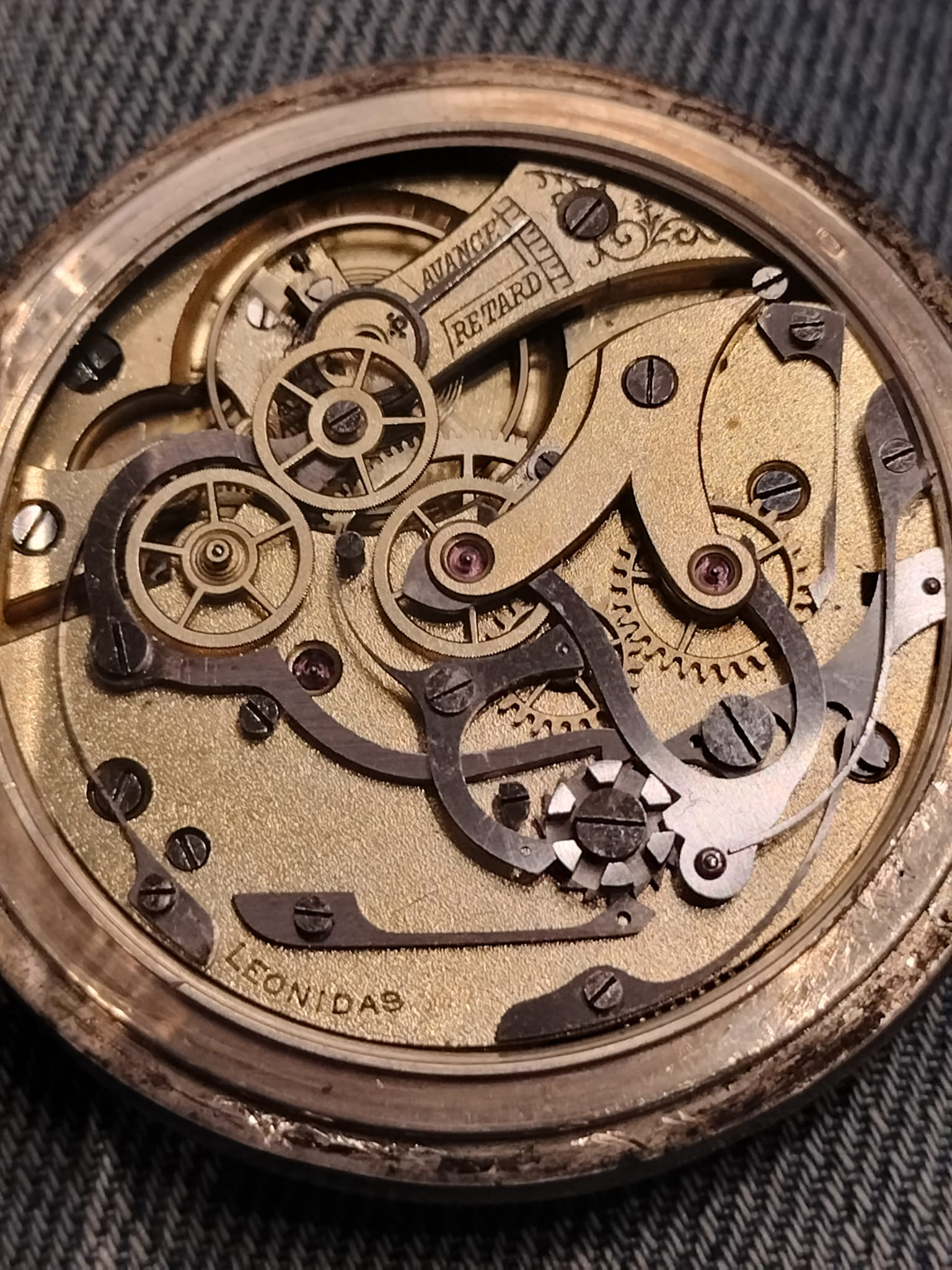
Movimento cronografico da tasca marchiato Leonidas

La collaborazione tra Leonidas e Forze armate italiane proseguì anche in periodo postbellico con la fornitura dei famosi CP-1 e CP-2 (dove CP sta per "Cronografo da Polso") per Aeronautica e Marina Militare, montanti calibro Valjoux 222 con funzione flyback, dotati di bracciali metallici elastici. Questi orologi sono noti anche col nome di Bundeswehr e utilizzati anche dall'aviazione tedesca nel Secondo Dopoguerra. 
Oltre ai segnatempo da polso, Leonidas realizza anche orologi da tasca (il cui stemma all'interno del fondello ritraeva un guerriero spartano inginocchiato), da polso e cronografi di bordo per automobili, con corona di carica al 12 (come un classico orologio da tavolo) e una lunga riserva di carica, e al contempo degli interessanti cronometri da gara e per regate. Grazie alla specializzazione nella cronometria, la Maison diventa cronometrista ufficiale di diverse manifestazioni sportive, come i Campionati Svizzeri d'Atletica, o il Giro del Ticino, seppure resti in secondo piano rispetto alla maggior nomea delle concorrenti come Omega e Longines.

### Orologi per l'uso civile

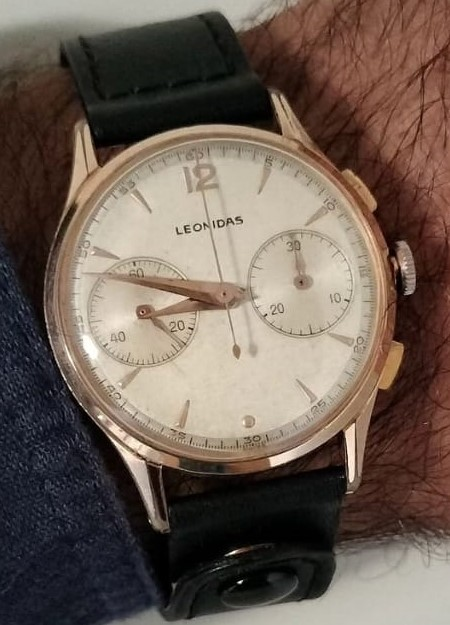
Cronografo da polso Leonidas anni Cinquanta

Contemporaneamente al settore militare e sportivo, Leonidas si distingue anche per la realizzazione di importanti segnatempo per l'uso civile, la maggior parte dei quali si serve di calibri Valjoux. È così che Leonidas produce cronografi bi-compax (animati da calibri Valjoux 22 o 23 e Venus 170), tri-compax a calendario completo (con calibro Valjoux 88), triplo calendario con fasi lunari a ore 6, puntatore per il datario e finestre per giorno e mese (che monta un ETA 1100 sul quale sono stati applicati i moduli del calendario e delle fasi luna). Orologi quindi dotati di una certa complicazione diffusisi verso la fine degli anni '40 che sfruttavano ottimi calibri per distinguersi da quella concorrenza. Più raro, ma ugualmente commercializzato, è anche uno svegliarino della casa, prodotto verso la metà degli anni Cinquanta.
Negli anni Sessanta, Leonidas vede rinforzarsi sul mercato realizzando anche orologi solo tempo, quasi introvabili in ambito civile nei decenni precedenti. Risalente agli inizi del decennio è anche il diver della casa, con due corone e la ghiera sessagesimale posizionata sul rehaut: il design era estremamente simile ai diver "super compressor", come i più celebri Longines cosiddetto "Tuffatore" e Vetta Escafandra.

### La fusione con Heuer, il consorzio Chronomatic e la sparizione del marchio

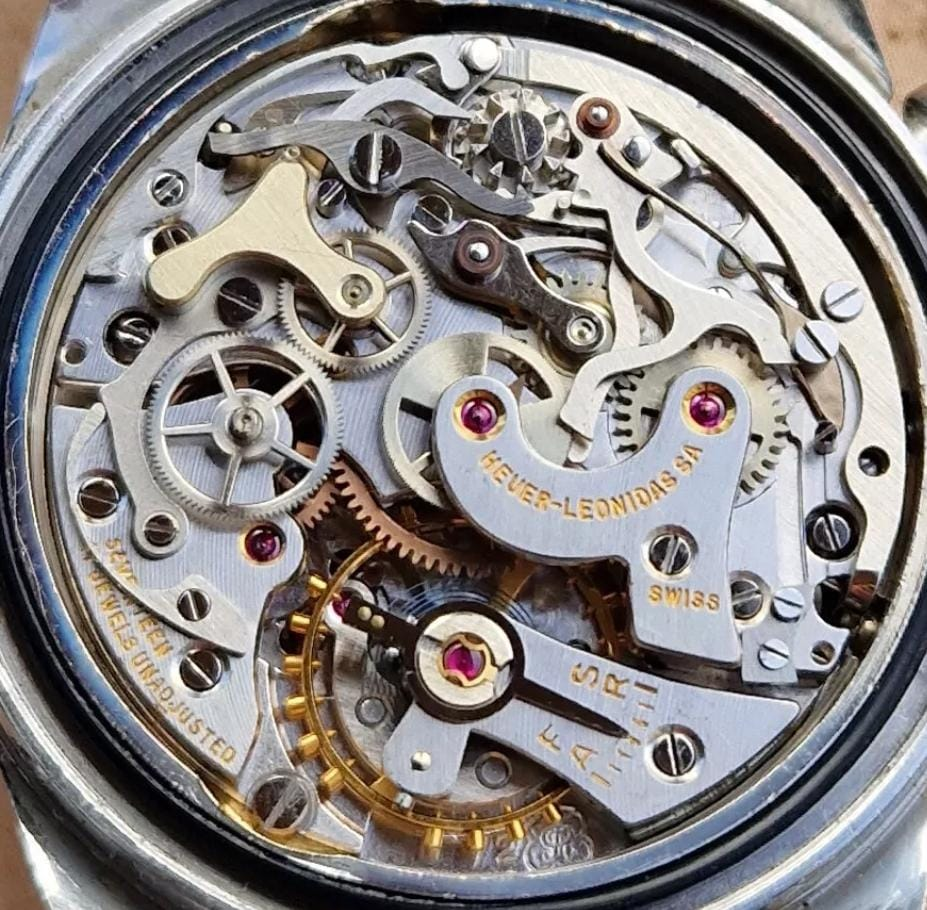
Calibro Valjoux 72 personalizzato Heuer-Leonidas

Nel 1964 avviene la fusione tra Leonidas e un'altra maison nata a Saint-Imier: Heuer, anch'essa estremamente competitiva nella realizzazione di eccellenti cronometri e cronografi sia ad uso sportivo, sia ad uso civile. Nasce così la Heuer-Leonidas SA, con la produzione che si sposta a Bienne, sede di Heuer fin dal lontano 1867. Per un primo periodo ha pertanto avvio la vendita di segnatempo con doppio marchio, poi sostituito dalla semplice indicazione di Heuer, mentre la doppia denominazione resta sui movimenti, in prevalenza Valjoux. Una pubblicità degli anni '60 recitava che Heuer-Leonidas produceva oltre 200 diversi tipi di cronografi e cronometri per uso sportivo, automobilistico, medico, scientifico ed ingegneristico, oltre che ovviamente civile.
Nel 1969 Heuer/Leonidas è una delle prime Maison a produrre un cronografo automatico, e lo fa lanciando il Monaco, primo cronografo impermeabile con cassa quadrata, mosso dal movimento modulare Chronomatic, realizzato grazie ad una sinergia tra Hamilton, Buren, Dubois-Depraz, Breitling e la stessa Heuer/Leonidas. Questo movimento (chiamato Calibre 11) era formato da un calibro automatico solotempo con microrotore di derivazione Buren a cui era stato aggiunto un modulo cronografico Dubois-Depraz. Si tratta di un movimento immediatamente riconoscibile per via della corona di carica posizionata in maniera inconsueta a ore 9.
Uno degli ultimi segnatempo a marchio Leonidas fu l'Easy Rider, un cronografo nato dopo la fusione, agli inizi degli anni '70. Dotato di una cassa ovale tipica per il periodo, realizzata in un unico pezzo di fibra di vetro, per contenere i costi. L'obiettivo di questo segnatempo era proprio quello di risultare competitivo nei confronti dei più economi e precisi orologi a batteria. Il cronografo, esistente anche in una versione con cassa cromata e con la firma, sul quadrante, del pilota Jacky Ickx, è considerato un po' l'antesignano dell'entry level TAG Heuer Formula 1, che verrà prodotto a partire dal 1983. Lo stesso segnatempo venne poi realizzato, in versione bullhead, anche dalla licenziataria Sorna. 
Dagli anni Ottanta non si ha più traccia dell'utilizzo del marchio. Nel frattempo Heuer, dopo aver vissuto un periodo di difficoltà economica, è stata acquistata da TAG nel 1985, diventando TAG Heuer.

### Il ritorno sul mercato
Leonidas è tornata sul mercato nel 2015 realizzando orologi meccanici.